# Rooms of the House
Rooms of the House è il terzo album dei La Dispute, pubblicato dalla loro etichetta Better Living il 21 marzo 2014.
Una parte del ricavato dell'album (3500 $) è devoluta a tre organizzazioni di beneficenza scelte dalla band (826 National, Girls Rock Camp Alliance e Teenage Cancer America); ai fan americani che hanno preordinato l'album è stato chiesto di sceglierne una, ed alla fine della campagna di preordine è stata devoluta una somma maggiore (2000 $) all'organizzazione più scelta, mentre l'importo residuale (1000 $ e 500$) è stato distribuito alle due associazioni restanti. Oltre a ciò, la band ha anche messo all'asta su eBay 3 copie di prova del vinile, il cui ricavato verrà interamente devoluto alle tre associazioni.

## Storia
Anche se in alcune interviste ad inizio 2013 la band aveva dichiarato di aver iniziato a lavorare su alcune nuove canzoni, dopo il tour di giugno in Australia con i Pianos Become the Teeth i La Dispute si erano chiusi nel silenzio, smettendo persino di pubblicare qualsiasi aggiornamento sui propri social media. A novembre la band pubblica un conto alla rovescia sul proprio sito -senza tuttavia specificare l'oggetto dell'attesa- accompagnato da un video in cui si mostra la band mentre smonta l'impalcatura utilizzata come copertina per il secondo album Wildlife. Finalmente, il 16 dicembre, data di termine del countdown, il gruppo annuncia che il 18 marzo 2014 (poi spostato al 21 marzo) sarà pubblicato l'atteso terzo disco, intitolato Rooms of the House, attraverso l'etichetta Better Living, creata dalla band stessa con l'intento di formare un collettivo di musicisti e coinvolgere non solo l'ambito musicale ma anche quello sociale e umano.
La possibilità di preordinare l'album è data a partire dal 14 gennaio 2014, con diverse opzioni quali il singolo CD o il vinile (disponibile in nero o in verde bottiglia), oppure un "pacchetto" contenente un vinile blu in edizione limitata a 500 copie, un poster, una toppa, degli adesivi, un sacchetto blue jeans ed il libro Yesterday's Home, di 48 pagine, in cui sono contenuti testi, note, schizzi e disegni che spiegano il processo creativo dell'album. Il libro è anche acquistabile singolarmente. Preordinando l'album, si ha anche la possibilità di scaricare gratuitamente la canzone Stay Happy There, che è anche acquistabile da iTunes a partire dallo stesso giorno.
Il 14 febbraio esce il primo video ufficiale dei La Dispute, per la canzone For Mayor in Splitsville, ospitato in anteprima su AVclub. A un mese di distanza, il 10 marzo, la band carica in anteprima per Noisey lo streaming dell'intero album. Lo stesso giorno inoltre rende disponibili su YouTube i lyric video di tutte le canzoni del disco.
Stay Happy There è stata inclusa in un sampler gratuito per promuovere il tour estivo in Australia dei La Dispute assieme ai Pianos Become the Teeth ed ai Mansions. Della band, sempre nel sampler era presente all our bruised bodies and the whole heart shrinks, da Wildlife.

## Background
Per scrivere l'album, i La Dispute ad aprile 2013 hanno affittato un cottage isolato nel nord del Michigan vicino al bosco, vivendo lì per 5 settimane e provvedendo a pescare, tagliare la legna e svolgere le varie mansioni. Jordan ha accennato di aver sofferto in parte del blocco dello scrittore durante la fase di stesura dei testi, ma è poi riuscito a superarlo in tempo per la fase di registrazione del disco. Il bassista Adam Vass ha invece sottolineato come parte delle sue creazioni per l'album sia stata influenzata dall'attentato alla maratona di Boston del 15 aprile 2013: Vass viveva a due isolati dal luogo dell'attentato, ed essendo al momento isolato nel cottage non riceveva che sporadiche notizie sugli avvenimenti in corso ed era quindi preoccupato per quello che stava succedendo nella sua città.

## Temi e struttura
L'album è incentrato sul racconto della storia di una famiglia attraverso le stanze della casa in cui vive. A differenza dei temi forti e ricchi di pathos che caratterizzavano Wildlife, Jordan questa volta ha deciso di riportare i testi su un livello più intimo: "Per questo album volevo staccarmi dai temi iperdrammatici dell'ultimo disco, abbassare i toni e cercare di concentrarmi su una relazione più specifica, con le sue piccole catastrofi, e vedere come si sviluppava questa cosa nell'arco di un album". Anche a livello musicale i La Dispute hanno leggermente smorzato i toni rispetto all'album precedente: Rooms of the House dura infatti venti minuti in meno rispetto a Wildlife e le canzoni hanno una struttura più coerente ed organica, mentre prima erano come dei fiumi di composizione creativa. Questo è stato uno sforzo voluto dalla band per cercare di creare qualcosa di diverso rispetto a quanto fatto prima, ed ha comportato non poche difficoltà nel cercare ad esempio di raccontare una storia in due minuti e mezzo invece che in sei minuti.

## Critica
Alternative Press è stata la prima pubblicazione a recensire il disco, dandogli 5 stelle su 5: il recensore Scott Heisel afferma che l'album oscura completamente l'intero materiale precedente dei La Dispute, dimostrando la maturazione della band e accogliendo con favore la minor durata dell'album rispetto ai due anteriori; tutto questo senza comunque che le abilità poetiche di Jordan risultino intaccate o frenate. Woman (in mirror) è stata descritta da Heisel come una canzone che potrebbe figurare all'interno di Sultans of Sentiment dei Van Pelt, con qualche eco dei Radiohead e dei Modest Mouse. Anche Under the Gun Review assegna un voto molto alto al disco (9,5/10), descrivendolo, oltre che come il miglior album della band, come quello più sincero; elogia la coesione tra musica e testi e apprezza lo sforzo della band, che invece di rimanere sulla strada già tracciata col precedente lavoro, ha scelto di creare un disco che è per lo più lontano dai canoni della musica commerciale.
Il sito inglese Bring the Noise dà un'interpretazione diversa: secondo il recensore la band ha impiegato la stessa formula del precedente album, anche se questo non ha intaccato la qualità artistica né poetica. L'album è descritto come un "tifone di emozioni sulle montagne russe". Il voto finale è comunque il massimo (10/10). Drew Beringer di AbsolutePunk (9,5/10) elogia anch'egli l'album; la sua attenzione si focalizza principalmente sulla coesione dei testi, che vanno a creare una storia ricca di emozioni raccontata in modo da risultare comprensibile anche a chi non ha mai vissuto gli eventi narrati, e sulla non-ripetitività della musica, grazie anche alla minor durata del disco rispetto ai precedenti lavori. Secondo Beringer, l'album è la naturale culminazione di un processo di crescita della band percorso nei 10 anni precedenti, e ne è ulteriore conferma la performance vocale di Dreyer, che risulta sicura e incisiva ancora più che in passato.
Thisisfakediy.co.uk assegna all'album 3 stelle su 5, descrivendolo come "elettrizzante a livello visivo e stimolante a livello musicale"; secondo il recensore i testi sono ancora più oscuri rispetto ai lavori precedenti e dimostrano la raggiunta maturità della band, che ha trovato il suo equilibrio. Adrienne Fisher di PropertyOfZack pone in primis l'attenzione sui testi costruiti in modo artisticamente impeccabile ("mostrano quello che l'autore vuole dire invece di dirlo espressamente"), ma apprezza anche il modo in cui l'intera band riesca a costruire l'enfasi nelle varie canzoni in quest'album, mentre in passato il pathos veniva principalmente dalla voce di Jordan e dagli eventi che raccontava.

## Tracce
1. HUDSONVILLE MI 1956 – 3:59
2. First Reactions After Falling Through the Ice – 2:37
3. Woman (in mirror) – 4:24
4. SCENES FROM HIGHWAYS 1981-2009 – 3:49
5. For Mayor in Splitsville – 3:34
6. 35 – 4:33
7. Stay Happy There – 3:27
8. THE CHILD WE LOST 1963 – 4:21
9. Woman (reading) – 3:30
10. Extraordinary Dinner Party – 3:18
11. Objects in Space – 4:08

## Classifiche
| Classifica (2011)         | Posizione massima |
| ------------------------- | ----------------- |
| Stati Uniti               | 45                |
| Stati Uniti (independent) | 8                 |
| Stati Uniti (alternative) | 10                |
| Stati Uniti (rock)        | 11                |